# Lise Reinau
Lise Reinau (født Annelise Engelbrecht Hansen 15. januar 1933, København, død 14. marts 2020) var en dansk sangerinde.
Hun debuterede i Sverige i 1954 med sin mand Poul Reinaus ensemble, der også fik en del kortere og længere engagementer i udlandet. Hun blev siden en af vokaljazzens fineste fortolkere i Danmark med afstikkere til det mere poppede repertoire. Både på det daværende Radio Mercur og senere på Danmarks Radio, stod hun i perioder for ugentlig aftenunderholdning, oftest som solist i større eller mindre ensembler; bl.a. i serien Hr. Og Fru Musik. Lise Reinaus indspilninger er præget af god musikalsk backing samt underfundige tekster af bl.a. Erik Deigaard, Henrik H. Lund og Fini Jaworski. Hendes første pladeudgivelser var fortolkninger af internationale schlagere som for eksempel Tammy (1957), Kiss Me Honey Honey (1960) og What Do You Want To Make Those Eyes At Me For (1961). Albummet Atmosphere (1966) er værd at fremhæve, men Lise Reinau vandt sit største publikum med nummeret Herlev (1966), som handler om forstadslivets glæder, og efter denne havde hun for alvor fundet sin egen stil. 
Fra midt i 1960'erne og frem  blev det til en række albumudgivelser, hvoraf en enkelt nåede helt til Japan 30 år efter udgivelsen i Danmark. Det var Lise for sjov/Lise for alvor, der blandt andet indeholdt et par numre i bossa nova-stil. De tidlige udgivelser, især Atmosphere, er i dag eftertragtede samlerobjekter på brugtplademarkedet.
I årenes løb blev det til mange tv- og radiooptrædener samt koncerter med store og små orkestre, især i 1960'erne og 1970'erne, og i starten af 2000'erne kunne hun opleves på scenerne med ensemblet Lise Reinau & Her Old Stars. De kan høres på CD'en Danish Delight (2001). En retrospektiv CD med hidtil uudgivet materiale udkom i 2013 under titlen "Music, Maestro - Please", som Christian Rohde fra RadioJazz redigerede. (Music Mecca).